# Pentel
Pentel Co. Ltd. (ぺんてる株式会社 Penteru Kabushiki Gaisha?) es una compañía privada japonesa creada en 1946, que produce artículos de escritorio. Algunos de sus productos incluyen los portaminas, los borradores, los marcadores, las plumas, el líquido de corrección, rotuladores retráctiles y las minas del lápiz. La mayoría de sus productos son manufacturados en Japón, Taiwán y Francia.

## Historia
La compañía fue fundada 1946 como "Japan Stationery Co. Ltd." en Tokio por Yukio Horie, con el propósito de fabricar crayones y lápices de pastel. Los primeros productos para la venta fueron lanzados en 1951, seguido de lápices en 1960.
En 1963 Pentel lanza el "Sign Pen", un lápiz de fibra que fue utilizado por el entonces Presidente de Los Estados Unidos, Lyndon B. Johnson, quien compró una docena para autografiar fotos, además de ser adoptado como el instrumento de escritura oficial de la NASA fue utilizado en la misión espacial Gemini en 1966. La demanda del lápiz fue tan grande que las fábricas de Tokio no pudieron completar todas las solicitudes. El Sign Pen fue uno de los productos más exitosos de Pentel con más de dos mil millones de unidades vendidas.
En 1971 la compañía cambió su nombre a "Pentel Co. Ltd." y un año después fue lanzado el "Green rollerball pen" de tinta a base de agua. Horie se mantuvo como el presidente de La Compañía hasta su muerte en 2010.
En la década de 2010 Pentel lanza el "Pocket Brush", un fudepen que usa cartuchos de tinta reemplazables como las plumas fuente, a diferencia de los lápices de pincel convencionales, que son más como rotuladores.

## Productos
Algunos de sus productos más conocidos son:
- Series P200: El portaminas de Pentel más conocido, con modelos que aceptan minas de grafito de grosores de 0.3 mm, 0.5 mm, 0.7 mm y 0.9 mm y se distinguen por su color, P203 (marrón), P205 (negro/verde), P207 (azul), P209 (amarillo). Es un portaminas usado en dibujo técnico.
- Graphgear: Viene en dos modelos: el 500 que no dispone de mango de aluminio ni punta retráctil aunque mantiene el agarre de metal, y se utiliza en dibujo. El modelo 1000 contiene punta retráctil, mango de aluminio y un mejor agarre, es más pesado y es usado en dibujo para arquitectura y dibujo técnico. Las dos versiones traen minas con grosores de 0.3 mm, 0.5 mm, 0.7 mm y 0.9 mm.
- Rollerball R50: Lápiz que se fabrica desde el año 1970. Emplea tinta a base de agua.